# Sheratan
Beta Arietis (β Ari / β Arietis) je hvězdou v souhvězdí Berana. Mezi její další ekvivalentní názvy patří Sharatan nebo Sheratim. Její název v překladu z arabštiny (الشرطان) znamená „dvě znamení“ - tj. Ryby a souhvězdí Berana.
Jedná se o bílou hvězdu hlavní posloupnosti.
Od Slunce je vzdálená 59,6 světelných let a je třiadvacetkrát zářivější. Její hmotnost ani poloměr však není přesně znám.